# IPhone 13
L'iPhone 13 i l'iPhone 13 Mini (estilitzat i comercialitzat com a iPhone 13 mini) són uns telèfons intel·ligents dissenyats, desenvolupats i comercialitzats per l'empresa Apple Inc. Són els iPhones de quinzena generació i de menor preu, que succeeixen a l'iPhone 12. Es van donar a conèixer en un esdeveniment especial d'Apple a l'Apple Park a Cupertino, Califòrnia el 14 de setembre de 2021, juntament amb la gamma superior, l'iPhone 13 Pro i l'iPhone 13 Pro Max. Les comandes anticipades per a l'iPhone 13 i l'iPhone 13 Mini van començar el 17 de setembre de 2021 i estaran disponibles el 24 de setembre de 2021.

## Disseny
L'iPhone 13 té un disseny gairebé idèntic a l'iPhone 12, amb un xassís pla similar al dels productes recents d'Apple, amb algunes diferències, com ara càmeres posteriors més grans en configuració diagonal i la carcassa del sensor TrueDepth Face ID on ara és del 20% en comparació amb els seus predecessors. Aquests dos estàn disponibles en cinc colors diferents: mitjanit, Starlight, Product Red, blau i rosa.

## Especificacions

### Maquinari
L'iPhone 13 i l'iPhone 13 Mini utilitzen un sistema en un xip dissenyat per Apple anomenat A15 Bionic. A l'iPhone 13 i 13 mini inclouen una CPU de 6 nuclis, 4 nuclis de GPU i un motor neuronal de 16 nuclis, mentre que l'iPhone 13 Pro i 13 Pro Max compten amb una GPU de 5 nuclis.

#### Pantalla
L'iPhone 13 té una pantalla de 6,1 polzades amb tecnologia Super Retina XDR OLED a una resolució de 2532×1170 píxels i una densitat de píxels d'aproximadament 460 PPI amb una freqüència d'actualització de 60Hz, mentre que l'iPhone 13 Mini té una pantalla 5,4 polzades amb la mateixa tecnologia a una resolució de 2340×1080 píxels i una densitat de píxels d'aproximadament 476 PPI. 

#### Càmera
L'iPhone 13 i l'iPhone 13 Mini comparteixen els mateixos mòduls de càmera. Inclouen una configuració de doble càmera de 12MP a la part posterior. La càmera principal és un objectiu de 12MP d'amplada amb obertura ƒ/1,6 al costat d'un objectiu Ultra Wide de 12MP amb obertura de ƒ/2.4 i un camp de visió de 120°. Aquests mòduls de càmera tenen estabilització òptica d'imatge (OIS) de canvi de sensor.

### Programari
L'iPhone 13 i l'iPhone 13 Mini s'enviaran amb iOS 15 al llançament.

## Cronologia dels models d'iPhone
Fonts: Biblioteca comunicat de premsa d'Apple